# La Confiance trahie
Pour les articles homonymes, voir J'accuse (homonymie).
Pour plus de détails, voir Fiche technique et Distribution.
La Confiance trahie ou J'accuse au Québec (I Accuse) est un téléfilm dramatique canadien coproduit et réalisé par John Ketcham, diffusé en 2003. Il s’agit de l’adaptation de l’affaire du Dr. John Schneeberger, un médecin canadien reconnu coupable pour avoir drogué et violé une de ses patientes et sa belle-fille dans les années 1990,,.

## Synopsis
À la suite d'une dispute, Kimberly Jantzen (Estella Warren) consulte le docteur Darian (John Hannah). Mais celui-ci abuse d'elle. La jeune femme va alors tout mettre en œuvre afin de prouver la culpabilité du médecin.

## Fiche technique
Sauf indication contraire, les informations mentionnées dans cette section peuvent être confirmées par la base de données cinématographiques IMDb,  présente dans la section « Liens externes ».
- Titre original : I Accuse
- Titre français : La Confiance trahie
- Titre québécois : J'Accuse
- Réalisation : John Ketcham
- Scénario : Matthew DeJong et Charles Wilkinson
- Direction artistique : Kathleen McCoy
- Décors : Kathy McCoy
- Costumes : Brenda Shenher
- Photographie : Mark Dobrescu
- Montage : Dov Samuel
- Musique : Chris Ainscough
- Production : John Ketcham, Mark Reid et Gavin Wilding

Production déléguée : Lisa M. Hansen et Michael Shepard
- Sociétés de production : CineTel Films, Accusatory Productions, Corus Entertainment et Rampage Entertainment
- Société de distribution : First Look International (États-Unis, vidéo)
- Pays d’origine :  Canada
- Langue originale : anglais
- Format : couleur - 1,77:1 - stéréo
- Durée : 95 minutes
- Dates de premières diffusions :
  - Canada : 30 novembre 2003 sur Movie Central[4]
  - États-Unis : 17 janvier 2005 sur Lifetime

## Distribution
- Estella Warren (VQ : Catherine Proulx-Lemay) : Kimberly Jantzen
- John Hannah (VQ : René Gagnon) : Dr Richard Darian
- John Kapelos (VQ : Marc Bellier) : le détective Murray
- Tom Butler (VQ : Yves Corbeil) : Warren Hart
- Cavan Cunningham : le caissier
- Aaron Pearl : Billy
- Tim Henry (VQ : Louis-Georges Girard) : l’officier Rod Kresgy
- George Alexander : M. Moser
- R. James Anderson (VQ : René Ouellet) : le père de Kimberly
- Steve Arsenych : le vieillard
- Graham Bell : Monty
- Kathryn Bracht : l’infirmière Dolores
- Alan Bratt : Emmet
- Daniel Contreras : le scientifique
- Madison Dewalt : Lizi
- Megan Gabruch : la petite amie
- William Gardiner : le président du jury
- Brad Grass : l’inspecteur Lambeau
- Lindi Lee : Nola
- Daniel Macdonald : le principal
- Amy Matysio (en) : Carrie
- Judith Maxie : le juge Craig
- June Mayhew : le professeur
- Andrea Menard (en) : Heather
- Velvette Neumann : Carole Darian
- Lisa Marie Pollock : l’infirmière Mary
- Trevor Roberts : Eddie
- Regina Sagal-Henry : l’infirmière Harmen
- Chris Scott : Denise
- Kayleigh Shikanai : l’amie de Lizi
- Troy Skog : Lorimer

Source VQ : Doublage Québec

## Production
Le tournage a lieu à Moose Jaw en Saskatchewan au Canada.

## Accueil
Le téléfilm diffuse le 30 novembre 2003 sur Movie Central au Canada.